# الیسا ۹۵۶

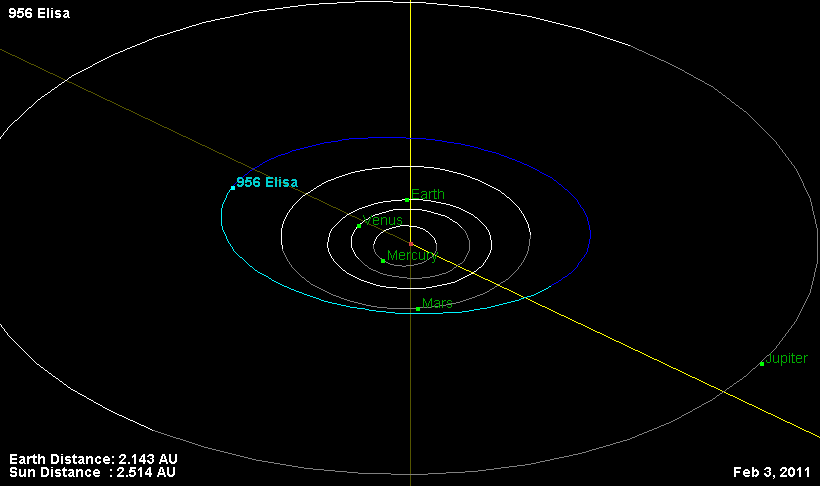
نمایی از محل قرارگیری سیارک الیسا ۹۵۶ در مدار – ۲۰۱۱

سیارک ۹۵۶ (به انگلیسی: 956 Elisa، نامگذاری:1921JW) نهصد و پنجاه و ششمین سیارک کشف شده‌است که در ۸ اوت ۱۹۲۱ و در هایدلبرگ کشف شد.
قدر مطلق سیارک برابر ۱۲٫۶۰ است.